# Zimní olympijské hry 1960
Zimní olympijské hry 1960 (oficiálně VIII. zimní olympijské hry) probíhaly od 18. února do 28. února ve Squaw Valley v Kalifornii, USA.

Her se zúčastnilo celkem 30 zemí. Sportovci NDR a SRN závodili za jedno družstvo. Nejvíce medailí získali sportovci ze Sovětského svazu. 30 národů změřilo síly v 15 závodech alpského lyžování a skocích na lyžích, 8 rychlobruslařských soutěžích, 3 soutěžích v krasobruslení a 28 hokejových zápasech.

## Kalendář soutěží
| ÚC | Úvodní ceremoniál | ● | Soutěžní den disciplíny | 1 | Finále disciplíny |  | Ukázkové disciplíny | ZC | Závěrečný ceremoniál |

| Leden/Únor         | 18. Čt | 19. Pá | 20. So | 21. Ne | 22. Po | 23. Út | 24. St | 25. Čt | 26. Pá | 27. So | 28. Ne | Finále |
| ------------------ | ------ | ------ | ------ | ------ | ------ | ------ | ------ | ------ | ------ | ------ | ------ | ------ |
| Ceremoniály        | ÚC     |        |        |        |        |        |        |        |        |        | ZC     |        |
| Alpské lyžování    |        |        | 1      | 1      | 1      | 1      | 1      |        | 1      |        |        | 6      |
| Běh na lyžích      |        | 1      | 1      |        |        | 1      |        | 1      | 1      | 1      |        | 6      |
| Biatlon            |        |        |        | 1      |        |        |        |        |        |        |        | 1      |
| Krasobruslení      |        | 1      |        |        |        | 1      |        |        | 1      |        |        | 3      |
| Lední hokej        | ●      | ●      | ●      | ●      | ●      | ●      | ●      | ●      |        | ●      | 1      | 1      |
| Rychlobruslení     |        |        | 1      | 1      | 1      | 1      | 1      | 1      | 1      | 1      |        | 8      |
| Severská kombinace |        |        |        |        | 1      |        |        |        |        |        |        | 1      |
| Skoky na lyžích    |        |        |        |        |        |        |        |        |        |        | 1      | 1      |
| Celkem disciplín   |        | 2      | 3      | 3      | 3      | 4      | 2      | 2      | 4      | 2      | 2      | 27     |
| Kumulativní součet |        | 2      | 5      | 8      | 11     | 15     | 17     | 19     | 23     | 25     | 27     |        |

## Počet medailí podle údajů mezinárodního olympijského výboru
| Pořadí | Země                           | Zlato | Stříbro | Bronz | Celkem |
| 1      | Sovětský svaz (URS)            | 7     | 5       | 9     | 21     |
| 2      | Tým sjednoceného Německa (EUA) | 4     | 3       | 1     | 8      |
| 3      | Spojené státy americké (USA)   | 3     | 4       | 3     | 10     |
| 4      | Norsko (NOR)                   | 3     | 3       | 0     | 6      |
| 5      | Švédsko (SWE)                  | 3     | 2       | 2     | 7      |
| 6      | Finsko (FIN)                   | 2     | 3       | 3     | 8      |
| 7      | Kanada (CAN)                   | 2     | 1       | 1     | 4      |
| 8      | Švýcarsko (SUI)                | 2     | 0       | 0     | 2      |
| 9      | Rakousko (AUT)                 | 1     | 2       | 3     | 6      |
| 10     | Francie (FRA)                  | 1     | 0       | 2     | 3      |
| 11     | Nizozemsko (NED)               | 0     | 1       | 1     | 2      |
| 11     | Polsko (POL)                   | 0     | 1       | 1     | 2      |
| 13     | Československo (TCH)           | 0     | 1       | 0     | 1      |
| 14     | Itálie (ITA)                   | 0     | 0       | 1     | 1      |
| Celkem | Celkem                         | 28    | 26      | 27    | 81     |